# Norbert Clemens Baumgart
Norbert Clemens Baumgart (* 22. Mai 1959 in Bad Doberan) ist ein deutscher römisch-katholischer Theologe, Geistlicher und Hochschullehrer.

## Leben
Er studierte nach dem am Norbertinum (Magdeburg) abgelegten Abitur von 1979 bis 1984 Philosophie und Theologie am Priesterseminar Erfurt und in Neuzelle. Nach der Priesterweihe 1985 führten ihn seine Kaplansjahre nach Neubrandenburg. Von 1988 bis 1994 war er Assistent an der Theologischen Fakultät Erfurt im Fach Exegese des Alten Testamentes. Er erwarb an der Gregoriana 1991 das Lizenziat und 1994 die Promotion im Fach Exegese des Alten Testaments. In Münster war er von 1994 bis 1998 Stipendiat der DFG und habilitierte sich dort. Es folgten Lehrtätigkeiten in Erfurt, Münster, Flensburg und eine Gastprofessur in Paderborn. Er wurde 2004 zum außerplanmäßigen Professor der Universität Lüneburg ernannt und ist seit 2008 Professor für Exegese und Theologie des Alten Testamentes an der Universität Erfurt.

## Schriften (Auswahl)
- Gott, Prophet und Israel. Eine synchrone und diachrone Auslegung der Naamanerzählung und ihrer Gehasiepisode (2 Kön 5) (= Erfurter theologische Studien. Band 68). Benno, Leipzig 1994, ISBN 3-89543-028-5 (zugleich Dissertation,  Gregoriana 1994).
- Die Umkehr des Schöpfergottes. Zu Komposition und religionsgeschichtlichem Hintergrund von Gen 5 – 9 (= Herders biblische Studien. Band 22). Herder, Freiburg im Breisgau 1999, ISBN 3-451-27095-1 (zugleich Habilitationsschrift, Münster 1998).
- als Herausgeber mit Gerhard Ringshausen: Das Echo des Propheten Jesaja. Beiträge zu seiner vielfältigen Rezeption (= Lüneburger theologische Beiträge. Band 1). Lit, Münster 2004, ISBN 3-8258-7930-5.
- als Herausgeber mit Gerhard Ringshausen: Die Sintflut. Zwischen Keilschrift und Kinderbuch. Das neue Interesse an der alten Erzählung als religionspädagogische Herausforderung (= Lüneburger theologische Beiträge. Band 2). Lit, Münster 2005, ISBN 3-8258-7931-3.
- als Herausgeber mit Gerhard Ringshausen: Philosophisch-theologische Anstöße zur Urteilsbildung. Festschrift für Werner Brändle (= Lüneburger theologische Beiträge. Band 5). Lit, Münster 2007, ISBN 3-8258-0115-2.
- als Herausgeber mit Martin Nitsche: Gewalt im Spiegel alttestamentlicher Texte (= Erfurter theologische Schriften. Band 43). Echter, Würzburg 2012, ISBN 978-3-429-03568-6.